# Zuzana Ondrášková
Zuzana Ondrášková (Opava, 3 de Maio de 1980) é uma ex-tenista profissional tcheca, seu melhor ranking de N. 74 em simples pela WTA.